# 松村光浩
松村 光浩（まつむら みつひろ、1984年10月22日 - ）は、日本の自転車プロロードレース選手である。CIERVO NARAに所属。

## 人物・来歴
和歌山県橋本市出身。和歌山県立紀北工業高等学校で自転車競技を始め、日本大学に進学し、2004年に全日本大学対抗選手権（インカレ）を制する。卒業後、マトリックス・パワータグに入り、2008年に全日本実業団自転車競技選手権大会トラックレースで個抜、団抜、ポイントで優勝し三冠を達成。その後、愛三工業を経て、2011年にマトリックス時代の先輩、辻貴光率いるCIERVO NARAに移籍。2012年4月1日現在、学校法人松翠学園岐阜第一高等学校に勤務している。